# 埃爾倫巴赫河 (勞法赫河支流)
50°0′43.34″N 9°17′41.66″E / 50.0120389°N 9.2949056°E

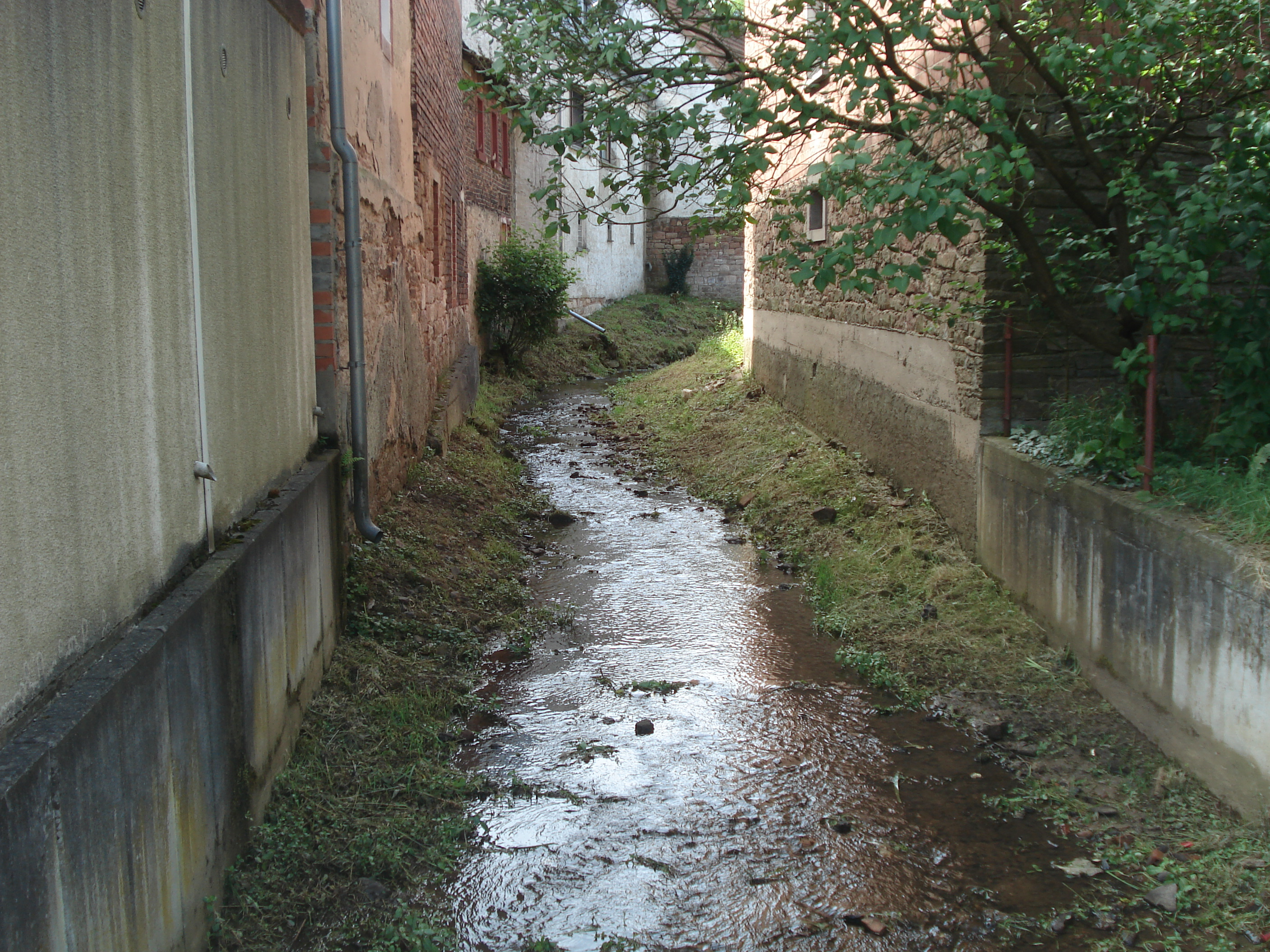

埃爾倫巴赫河（德語：Erlenbach），是德國的河流，位於該國東南部，由巴伐利亞負責管轄，屬於勞法赫河的左支流，河道全長3.3公里，流域面積5.2平方公里。